# Caulaincourt (Aisne)
Caulaincourt è un comune francese di 142 abitanti situato nel dipartimento dell'Aisne della regione dell'Alta Francia.

## Storia

### Simboli
Il comune di Caulaincourt ha ripreso lo stemma di Armand de Caulaincourt (1773–1827), marchese di Caulaincourt, grande scudiero dell'Imperatore (1804) e duca di Vicenza (1808). Egli aveva modificato il blasone degli antichi signori di Caulaincourt da cui discendeva, conosciuti fin dall'XI secolo (d’oro, al capo di nero, sotto l'Ancien Régime), aggiungendo un uomo selvatico (che fungeva da supporto dello scudo originario) che tiene in mano un gallo (Cau o Co in piccardo), più il capo dei duchi dell'Impero.

## Società

### Evoluzione demografica
Abitanti censiti